# The Scene Changes
The Scene Changes – album studyjny amerykańskiego wykonawcy Perry’ego Como wydany w maju 1965 roku przez wytwórnię RCA Victor. Jest dwunastym albumem piosenkarza wydanym w formacie 12-calowej płyty długogrającej LP. Był nagrywany 9, 11 i 12 lutego 1965 roku w RCA Victor’s „Nashville Sound” Studio w Nashville, Tennessee.
„The Scene Changes” to album koncepcyjny, w którym wszystkie piosenki są śpiewane w stylu country połączonym z klasycznym wokalem. Został wyprodukowany przez producenta studia RCA Victor w Nashville, Cheta Atkinsa. Towarzyszył mu The Anita Kerr Quartet. Zawierał dwie wczesne kompozycje Williego Nelsona i niedawny singiel „Top 30” Como, „Dream On Little Dreamer”.

## Lista utworów

### Strona pierwsza
1. „Where Does a Little Tear Come From?”
2. „Funny How Time Slips Away”
3. „Here Comes My Baby (Back Again)”
4. „Sweet Adorable You”
5. „I Really Don’t Want To Know”
6. „That Ain’t All”

### Strona druga
1. „Dream On Little Dreamer”
2. „Stand Beside Me”
3. „A Hatchet, A Hammer, A Bucket of Nails”
4. „Gringo’s Guitar”
5. „My Own Peculiar Way”
6. „Give Myself a Party”